# 工藤遙
工藤遙（日语：／ Kudō Haruka，1999年10月27日—），日本演員，原為偶像組合「早安少女組。」的第十期成員。原Hello! Pro研修生第十期生，隸屬於演藝經紀公司Just Production Inc、UP-FRONT CREATE為業務提攜。現為自由身。
日本埼玉縣出身，血型A型，身高159公分。於2017年12月11日自「早安少女組。」畢業。

## 個人簡歷

### 2010年
- 3月27日，「2010 ハロー！プロジェクト新人公演3月～横浜GOLD!～」新人公演上，發表成為Hello! Project Egg第十期成員。

### 2011年
- 3月17日，參與演出的大人の麦茶第十八杯目公演『1974』開始（至22日）
- 5月8日，早安春季巡迴演唱會上宣布將舉行早安少女組。十期成員甄選[1]。
- 9月29日，在日本武道館舉行的『コンサートツアー2011秋 爱BELIEVE～高桥爱 卒业记念スペシャル～』，宣布與飯窪春菜、石田亞佑美、佐藤優樹成為早安少女組。第十期成員[2]。

### 2012年
- 1月3日，與Hello! Project合作参演「数学♥女子学园」，飾演宫下のあ 。
- 1月25日，發行第出道曲第48單『ピョコピョコ ウルトラ』。
- 9月10日，モーニング娘。10期成员Offical Blog「天気组ブログ」開設。
- 10月27日，於13歲生日當天，發行第一本個人寫真集『Do』[3]。

### 2013年
- 4月8日，登上「ビッグコミックスピリッツ」的封面，為史上最年少登場記錄（13歲）。
- 8月23日，於Youtube官方網站上釋出宣傳短片「1／娘。　モーニング娘。 工藤遥 」[4]。

### 2014年
- 4月23日，參與的SATOYAMA SATOUMI新團體《トリプレット》的單曲『Dream Last Train』發售[5]。
- 9月27日，發行第二本寫真集『あした天気になーれ!』

### 2015年
- 8月19日，發行的第59張單曲『Oh my wish! / 振作My Heart / 毫不猶豫去跳下的勇氣』的其中一首「Oh my wish!」與九期成員鈴木香音一同擔任Center。也是自身首次擔任Center的歌曲。

### 2016年
- 2月27日發售第三本寫真集『ハルカゼ』
- 11月23日發售的第62章單曲『性感小貓的演説 / 坦率地面對對方 / 不是這樣的』的其中一首「性感小貓的演說」與譜久村聖、小田櫻一同擔任Center。

### 2017年
- 4月29日，於秋季巡迴演唱會中宣佈將從早安少女組。及早安家族畢業。
- 10月27日，發售第四本寫真集『Kudo Haruka』
- 12月8日，宣佈加入M-line club。
- 12月11日，於『モーニング娘。誕生20周年記念コンサートツアー2017秋〜We are MORNING MUSUME。〜工藤遥卒業スペシャル』從早安少女組。及早安家族畢業。

### 2018年
- 1月12日，以女演員出道，飾演快盜戰隊魯邦連者VS警察戰隊巡邏連者[6]早見初美花 / 魯邦黃，並開啟個人公式部落格「ハルカメラ」[7]。只要《快盜戰隊魯邦連者VS警察戰隊巡邏連者》首播當日幾乎都會於部落格發表關於演出的幕後與自己的感想。
- 2月1日，事務所移籍至J.P ROOM Inc。並開始使用Instagram。[8]
- 4月11日，發售『ハルカメラ』[9]
- 8月1日，於部落格聲明開始使用推特。[10]
- 10月13日，發售工藤遙2019個人年曆。[11]

### 2019年
- 1月10日，擔任埼玉縣吉川警察局的一日警察局長。[12]
- 2月8日，部落格得到『Ameba  Blog of the year 2018』的優秀賞。[13]
- 2月19日，與KANGOL REWARD合作聯名款長袖T恤與拉鍊帽T。[14][15]
- 2月21日，睽違一年兩個月舉辦個人Fan Club活動「工藤 遥 FCイベント〜まるごと全部お祝いしちゃえ！〜」
- 4月27日，發售個人書籍『Haruka』
- 10月26日、27日，舉辦個人巴士巡迴慶祝20歲生日。
- 10月28日，於推特發表再次與KANGOL REWARD合作聯名款斜背包與後背包。[16]

### 2020年
- 2月8日，開始舉辦個人演唱會『工藤遥 LIVE 2020 "NewFace!"』
- 3月27日，個人寫真集『Lively』發售。
- 4月10日，於推特發表第三次與KANGOL REWARD合作聯名款短袖T恤。[17]
- 4月14日，個人演唱會『工藤遥 LIVE 2020 "NewFace!"』5月11日的東京場因COVID-19疫情中止[18]。
- 7月3日，首部主演的漫畫改編電影《向上攀吧小寺同學》上映，飾演女主角小寺，挑戰抱石攀岩。
- 11月7日，發行工藤遙2021個人年曆。
- 12月25日，與ABCEREAL合作聯名款連帽T。

### 2021年
- 1月8日，電影《大コメ騒動》上映。[19]
- 2月5日，電影《樹海村》上映。
- 3月29日，再度與ABCEREAL合作聯名款長袖上衣。
- 於4月16日開始，每週擔任「BOOKSTAND.TV」的旁白。
- 6月10日，三度與ABCEREAL合作聯名款短袖上衣。
- 7月10日，在線上直播中透露已拿到汽車駕照。
- 8月12日，開設個人官方LINE帳戶。[20]
- 10月4日，開始與乃木坂46前成員若月佑美一起主持廣播節目「ヤングタウン月曜日」

### 2025年
- 3月31日，退出UP-FRONT CREATE，成為自由身。[21][22]

## 人物
- 暱稱「くどぅー」、「どぅー」。粉絲之間的愛稱是由同樣為Hello! Pro EGG出身的宮本佳林取的「ハルちゃん」
- 第一人稱通常是「私」私底下會變成「ハル」
- 有兩個弟弟。（分別相差2歲及5歲。）
- 魅力點在於「ハスキーボイス（沙啞的嗓音）」。
- 十期成員發表後，淳君曾說過選擇工藤的理由是「在Egg所學到的經驗以及想成為歌手與『早安少女組。』般堅強的意志。」[23]
- 是『早安少女組。』十期成員當中唯一一個Egg成員。
- Egg時期跳舞常常失誤，但是在不斷練習以後被罵的次數減少了。加入『早安少女組。』以後在2015年被編進『ハロプロダンス部』舞蹈更上一層樓，因為跳舞的關係體力也慢慢變好了。
- 原本對自己沙啞的嗓音感到複雜的情緒，不過高音是上得去的，也唱得出假音。
- 雖然常常被稱讚很可愛，但是工藤本身不覺得自己哪裡可愛，比起可愛更想要有歌舞的實力。
- 因其俏麗短髮造型的關係，獲得許多舞台劇男役的角色，尤其在飾演「LILIUM-リリウム 少女純潔歌劇-」的ファルス後，不管自己或他人都認為是《早安少女組。》中的「帥哥擔當（イケメン担当）」。
- 喜歡動物，昆蟲跟甲殼類也能接受。
- 個性非常認真，常常第一個整理休息處或後台，週遭通常都很乾淨。
- 好勝的性格是輸了會不甘心到流眼淚的程度，任何事情都全力以赴又很正直的人。
- 很為人著想，容易被感動。
- 擅長談話跟評論，被吉田豪所認可，說是十期中最認真的人。
- 擅長游泳，在學校也是隸屬游泳部的隊員。也擅長簡單的雜耍跟吹小號。
- 加入早安少女組的時候只有11歲又11個月，也因此創下『早安少女組。』最年少入隊紀錄。
- 早期常常對身為前輩的九期不使用敬語，甚至到控制場面跟常常把話說過頭，被粉絲認為是「狂犬吉娃娃」本人也認為那段時期是自己的黑歷史。
- 一開始在早安少女組。中沒分到什麼獨唱，舞蹈也一直是在角落甚至後方，直至譜久村聖擔任隊長後，才開始被往前推並得到獨唱，是公認的努力家。
- 與早安少女組。10期成員飯窪春菜、12期成員尾形春水，由於胸小而組成非公式團體“AAA”。
- 因為很喜歡《超級戰隊系列》的關係，也因此在她13歲之時曾被同為原『早安家族』出身的前輩真野惠里菜（真野惠里菜曾在假面騎士系列作《假面騎士Fourze》的劇場版中飾演美咲撫子 / 撫子 / 假面騎士Nadeshiko）預言五年後將會擔任超級戰隊系列的演員，預言如今實現，而她本人在2018年所播出的系列作《快盜戰隊魯邦連者VS警察戰隊巡邏連者》中飾演早見初美花 / 魯邦黃。
- 興趣是拍照，自己有一台相機，畢業以後把自己拍的『早安少女組。'17』成員集成冊「ハルカメラ」出版。
- 雖然接受雲霄飛車系列，但是很害怕鬼屋到哭著不敢進去的程度。不過在『十期巴士旅行』中，十期四個人一起通過鬼屋了。
- 聖堂教父的大粉絲，曾在生日會得到聖堂教父的祝賀影片。後來甚至與成員之一的北山陽一實現了對話的願望。
- 2020年開始養一隻叫路易的狗。
- 有一把木吉他，曾經在個人表演會中表演。
- 喜歡看動漫，如進擊的巨人或鬼滅之刃等等，也會玩手機遊戲。尤其在Love Live!裡推星空凜。

## 關係
- 深受早安家族成員歡迎，森戶知沙希曾在廣播中提過，認為工藤會受歡迎的原因主要是因為自然的肢體接觸很多。
  - 喜歡工藤的早安家族成員有：早安少女組。的羽賀朱音、ANGERME的和田彩花、佐佐木莉佳子、笠原桃奈、川村文乃、Juice=Juice的稻場愛香、BEYOOOOONDS的前田心、研修生的石栗奏美、齋藤円香。
- 憧憬的前輩為新垣里沙、田中麗奈、岡井千聖。
- 曾多次表示喜歡的成員為譜久村聖以及在部落格中提到ふくどぅー結婚紀念日。[24]
- 與Juice=Juice的高木紗友希從Hello! Pro EGG開始感情就很好。工藤曾表示她就像會疼愛自己，姊姊般的存在。
- 以早安少女組。10期成員做為話題，曾在部落格中指出10期飯窪春菜就像是姊姊，而石田亞佑美就像朋友，佐藤優樹則是像搭擋。
- 佐藤優樹曾在工藤的21歲生日會上表示，工藤不在了以後才發現工藤的偉大。
- 做為早安少女組。13期成員加賀楓、橫山玲奈的教育係。工藤畢業以後，久違見到工藤的加賀開心到流著眼淚擁抱工藤。另外工藤跟橫山同樣是埼玉縣出身，有時候會自稱「さいたまーず」工藤也說對自己而言十三期是十分特別的晚輩。
- 跟BEYOOOOONDS的前田心的哥哥前田拳太郎是青梅竹馬，家庭之間關係也很好。

## 出演

### 演唱會
- 2010 ハロー!プロジェクト新人公演 3月 〜横浜GOLD!〜（2010年3月27日 横浜BLITZ）
- 2010 ハロー!プロジェクト新人公演 6月 〜横浜HOP!〜（2010年6月5日 横浜BLITZ）
- 2010 ハロー!プロジェクト新人公演 9月 〜横浜STEP!〜（2010年9月5日 横浜BLITZ）
- 2010 ハロー!プロジェクト新人公演 11月 〜横浜JUMP!〜（2010年11月28日 横浜BLITZ）
- ハロプロ エッグ 2011 発表会〜9月の生タマゴShow!〜（2011年9月11日 横浜BLITZ）
- モーニング娘。コンサートツアー2011秋 愛BELIEVE〜高橋愛 卒業記念スペシャル〜（2011年9月29日・30日）
- 作為早安少女組。的成員活動期間為2011年9月29日當年小學六年級11歳〜2017年12月11日當年高中三年級17歲約六年，共2266天，參與了幾乎所有的演唱會。
- Hello! Project 2020 Winter HELLO! PROJECT IS [　　　　　] ～side A～/～side B～（2020年1月11日・12日・18日・19日）- 主持人
- 工藤遥 LIVE 2020 “New Face!”（2020年2月8日、名古屋クラブクアトロ / 2月22日、Zepp Osaka Bayside）
- M-line Special 2021～Make a Wish!～（2021年2月6日、なんばHatch / 2月13日・14日、中野サンプラザ）

### 活動
- ハロー!プロジェクトプレゼンツ 〜ハロ☆フェス in お台場グルメPARK〜（2010年5月1日 - 3日、お台場グルメPARK内特設ステージ）
- 汐留博覧会2010（2010年8月12日、汐留AX）
- 「がんばろうニッポン 愛は勝つ」プロジェクト（2011年4月9日、山下公園 他）
- 「One Love Life Live」音楽&お笑いライブ（2011年5月3日 - 5日、フジテレビ1階広場特設ステージ）
- ハロプロ エッグ 汐留AXイベント（2011年6月19日、汐留AX)
- ハロプロ エッグ 夏期休暇前スペシャル!〜新人さん!?、いらっしゃ〜い!〜（2011年7月12日・14日、パシフィックヘブン）
- 汐博「汐留☆アイドルカーニバル!2011 in SHIODOME-AX」ハロプロ エッグ新メンを迎えて〜夏期休暇中デラAX!〜（2011年8月11日・18日、汐留AX）
- モーニング娘。10期メンバー お披露目握手会イベント（2011年11月26日、大阪・アリオ鳳1階屋外イベント広場 / 名古屋・今池ガスホール、10期だけによるライブ&MC）
- モーニング娘。10期お披露目イベント（2011年12月25日、横浜BLITZ、共演：新垣里沙）
- 譜久村聖&工藤遥バースデーイベント2013（2013年10月30日）
- モーニング娘。'14工藤遥バースデーイベント2014（2014年10月27日）
- モーニング娘。'15 譜久村聖&工藤遥バースデーイベント～ふくどぅーBirthday Party！～（2015年10月27日・30日）
- モーニング娘。'16 工藤遥バースデーイベント（2016年10月27日）
- モーニング娘。'17 工藤遥バースデーイベント（2017年10月27日、共演兼ゲスト：譜久村聖・羽賀朱音）
- Morning Days Happy Holiday 10期メンバー 飯窪春菜・石田亜佑美・佐藤優樹・工藤遥 ファンクラブツアー in 山梨（2017年11月8日・9日）
- モーニング娘。'17 工藤遥 ソロスペシャルライブ（2017年12月9日、共演者兼ゲスト：飯窪春菜・尾形春水）
- 吉川警察署「110番の日」広報キャンペーン（2019年1月10日）
- 工藤遥FCイベント ～まるごと全部お祝いしちゃえ！～（2019年2月21日）
- 工藤遥ファンクラブツアーin長野　HARU COUNT DOWN 19→20 （2019年10月26日・27日）
- 工藤遥バースデーイベント（2020年10月27日、來賓：石田亜佑美・佐藤優樹）

### 電視劇
- 数学♥女子学园（2012年1月11日－3月28日，日本電視台） - 宫下のあ
- オトナヘノベル（2015年9月3日，NHK教育）- 上原彩夏 [25]
- 快盜戰隊魯邦連者VS警察戰隊巡邏連者（2018年2月11日－2019年2月10日，朝日電視台） - 早見初美花 / 魯邦黃[26]
- 年下彼氏 第18話「あの頃から好きでした」（2020年6月7日，ABC電視台） - 小倉真琴
- 遺留搜查 第6季 第4話（2021年2月4日，朝日電視台） - 小川深春[27]
- 來世要好好地做2 第2話（2021年8月19日，東京電視台） - 楠あやか [28]
- 東京放置食堂 第7話（2021年10月28日，東京電視台） - 日高真琴[29]
- 雨の日（2021年11月3日、NHK）- 芹澤あおい[30]
- 汗水和皂香（2022年2月3日－3月31日，每日放送） - 一瀬可麗絲 [31]
- 村井之戀 第5話（2022年5月4日，TBS） - 古谷雪
- DOUBLE（2022年6月4日－8月6日，WOWOW） - 今切愛姫
- 警視廳・搜查一課長 season6 最終話（2022年6月16日，朝日電視台） - 秋野胡桃
- 浪漫風暴區域（2022年7月5日－8月2日，MBS、TBS）- せりか
- Brother Trap 兄弟陷阱（2023年1月25日－3月22日，TBS）- 藤宮遙
- 特搜9 season6 第7話（2023年5月17日，朝日電視台）- 関口萌絵
- 帝王的長假 第2話 （2023年6月10日，東海電視台・富士電視台）- 柏木美遊
- 窮途末路的我們（2023年6月28日－9月13日，東京電視台）- 石井礼夏
- around 1/4（2023年7月9日－9月24日，朝日放送電視台）- 橋本明日美
- 假面騎士GEATS 第45話（2023年7月23日，朝日電視台）- メロ
- 社會抹殺丈夫的五種方法 Season2（2024年1月10日－3月27日，東京電視台）- 清水香奈子
- 95（2024年4月8日－6月10日，東京電視台）- 甲原惠理子
- BILLION×SCHOOL 第7話（2024年8月16日，富士電視台）- 馬嶋沙里奈
- 3000万（2024年10月5日－11月23日，NHK）- 橋本舞
- 若草物語 -戀愛姐妹與無法戀愛的我- 第3話（2024年10月20日，日本電視台）- 花村紗枝
- D&D～醫生與刑事的搜查線～ 第2話 - 最終話（2024年10月25日－11月29日，東京電視台）- 弓削さやか
- 御上老師 第7話（2025年3月2日，TBS）-  津吹麻衣

### 電影
- 超級戰隊系列 - 早見初美花/魯邦黃
  - 快盜戰隊魯邦連者VS警察戰隊巡邏連者 en film（2018年8月4日、東映）
  - 快盜戰隊魯邦連者VS警察戰隊巡邏連者VS宇宙戰隊九連者（2019年5月3日、東映）
  - 劇場版 騎士龍戰隊龍裝者VS魯邦連者VS巡邏連者（2020年2月8日、東映）[32]
- 向上攀吧小寺同學（のぼる小寺さん）（2020年6月）- 小寺[33]
- 461個便當（2020年11月6日公開、東映） - 柏木礼奈[34]
- 大コメ騒動（2021年1月8日、ラビットハウス / エレファントハウス） - 池田雪[35]
- 樹海村（2021年2月5日、東映） - 片瀨美優[36]
- 放學後失眠的你（2023年6月23日、波麗佳音） - 曲早矢[37]
- 電影 假面騎士GEATS 四人的ACE與黑狐-梅羅

### 番組
- ハロプロ！TIME（2011年5月27日～2012年5月31日、テレビ東京）
- ハロー!SATOYAMAライフ（2012年6月21日～2013年12月27日、テレビ東京）
- The Girls Live（2014年1月9日～、テレビ東京）

### 廣告
- ガシー・レンカー・ジャパン「プロアクティブ+」（ウェブ広告：2016年3月7日 - 2017年10月31日、テレビCM：2016年10月1日 - 2017年10月31日）
- キリンビバレッジ 午後紅茶「わたしらしいって、最強だ。夏」篇（テレビCM：2019年7月11日 - ）[38]

### Radio
- モーニング娘。のモーニング女学院～放课後ミーティング～ （2012年4月7日-2017年12月9日、ラジオ日本。)
- MBSヤングタウン土曜日（2016年1月9日-2017年12月9日、MBSラジオ。）
- HELLO! DRIVE! -ハロドラ-（2017年10月5日-2019年6月27日、Radio NEO。）-禮拜四（木曜日）擔當。
- ハロー!プロジェクトOGのMBSヤングタウン（2020年2月1日、MBSラジオ） - 與飯窪春菜・中島早貴・宮崎由加一起。[39]
- MBSヤングタウン月曜日(2021年10月4日- MBSラジオ)

### DVD
- 空間ゼリー『今がいつかになる前に』（2011年2月）[40]
- Greeting 〜工藤遥〜（2012年6月29日、UP-FRONT WORKS） - e-Hello!シリーズ（e-LineUP!期間限定販売）、UFBW-2060[41][42]
- HARUKA（2012年11月7日、zetima / UP-FRONT WORKS） - EPBE-5452[43]
- 遥 -thirteen-（2013年5月16日、UP-FRONT WORKS） - e-Hello!シリーズ（e-LineUP!期間限定販売）、UFBW-2083[44]
- Simple（2014年10月22日、zetima / UP-FRONT WORKS） - EPBE-5499[45]
- 春夏-Haruka-（2016年7月6日、zetima / UP-FRONT WORKS） - EPXE-5081[46]
- Do The Vacation（2017年11月22日、zetima / UP-FRONT WORKS） - EPXE-5125[47]

### 舞台．音樂劇
- 2010年秋季エッグ研修発表会〜女優宣言〜（2010年10月2日、時事通信ホール）
- 空間ゼリー vol.12「今がいつかになる前に」（2010年10月30日 - 11月7日、池袋シアターグリーン BIG TREE THEATER）- 樋口叶多
- リボーン〜命のオーディション〜（2011年10月8日 - 17日、全労済ホール/スペース・ゼロ） - レオナルド・ダ・ヴィンチ
- 大人の麦茶第十八杯目公演「1974(イクナヨ)」（2011年12月14日 - 18日、紀伊國屋サザンシアター）
- ステーシーズ 少女再殺歌劇（2012年6月6日 - 12日、全労済ホール/スペース・ゼロ） - ドリュー
- 大人の麦茶×ゲキハロ「ごがくゆう」（2013年6月12日 - 23日、紀伊國屋サザンシアター / シアターBRAVA!）
- 演劇女子部 ミュージカル「LILIUM-リリウム 少女純潔歌劇-」（2014年6月5日 - 15日、サンシャイン劇場 / 20日・21日、森ノ宮ピロティホール） - ファルス
- 演劇女子部 ミュージカル「TRIANGLE-トライアングル-」（2015年6月18日 - 28日、サンシャイン劇場） - アサダ
- 演劇女子部「続・11人いる！東の地平・西の永遠」（2016年6月11日・12日、京都劇場 / 16日 - 26日、サンシャイン劇場 ） - フロル（イースト公演）、タダ（ウェスト公演）
- JKニンジャガールズ（2017年2月23日、全労済ホール/スペース・ゼロ） - 日替わりゲスト
- 演劇女子部「ファラオの墓」（2017年6月2日 - 11日、サンシャイン劇場） - サリオキス（太陽の神殿編）、スネフェル（砂漠の月編）
- 朗読劇「いつもポケットにショパン」（2019年6月14日・15日） - 須江麻子
- 魔法使いの嫁（2019年10月5日 - 14日、あうるすぽっと） - 羽鳥チセ [48]
- 魔法使いの嫁〜老いた竜と猫の国〜 (2020年10月17日 - 25日、紀伊國屋ホール / 11月7日 - 8日、サンケイホールブリーゼ) - 羽鳥チセ
- 少年社中 リーディング上演「パラノイア★サーカス」 (2020年12月19日、ニコニコ生放送)
- SOULFUL SOUL (2021年10月28日〜31日)-古山智子

### 雜誌
- 「TOP YELL」（2012年4月6日、2013年1月25日、2014年4月7日）
- 「ヤングガンガン」（7月6日）
- 「BOMB」（2012年7月9日、2014年4月9日）
- 「CD Journal」（2012年7月20日、2013年1月19日）
- 「周刊ヤングジャンプ」（8月23日）
- 「girls!」（8月27日）
- 「别册少年チャンピオン」（9月12日）
- 「Play Boy 」（11月5日）
- 「GiRLPOP 2013 Winter」（12月1日）
- 「クイック・ジャパン」（2013年2月9日）
- 「BIG ONE GIRLS」（8月28日）
- 「Rolling Stone」（2014年1月10日）
- 「週刊少年マガジン」（1月29日）
- 「ザテレビジョンCOLORS」(11月29日)
- 「月刊エンタメ」（11月29日）
- 「Top Yell「まぁちゃん&くどぅーのハロプロ"先辈"探访団」」（2012年7月号～2014年3月号）

### 書籍
- モーニング娘。 15th Anniversary Photobook ZERO（2013年9月30日）
- モーニング娘。天気組BOOK（2013年12月1日）
- モーニング娘。9・10期 1st official Photo Book -（2012年9月10日）
- アロハロ！モーニング娘。10期メンバー写真集 -（2013年1月16日）
- まーちゃんくどぅーのハロプロ先輩探訪団（2014年10月16日、竹書房）
- ハルカメラ（2018年4月17日）
- 快盗戦隊ルパンレンジャー ビジュアルブック〜Un jour〜（2018年7月23日）
- 快盗戦隊ルパンレンジャーVS警察戦隊パトレンジャー キャラクターブック 〜Un pause〜（2018年8月7日）
- 快盗戦隊ルパンレンジャーVS警察戦隊パトレンジャー 写真集～Le jour suivant～(2018年12月27日)
- 工藤遥パーソナルブック『Haruka』（2019年4月27日、ワニブックス）

### 寫真集
- Do（2012年10月27日、ワニブックス、撮影：熊谷貫）
- あした天気になーれ!（2014年9月27日、ワニブックス、撮影：中山雅文）
- ハルカゼ（2016年2月27日、ワニブックス、撮影：大江麻貴）
- Kudo Haruka（2017年10月27日、ワニブックス、撮影：本多晃子）
- Lively（2020年3月27日、ワニブックス、撮影：大江麻貴）

### 遊戲
- 超級戰隊DATA CARDDASS 快盜戰隊魯邦連者VS警察戰隊巡邏連者（2018年2月、バンダイ） - 早見初美花 / 魯邦黃
- Nintendo Switch なりキッズパーク 快盗戦隊ルパンレンジャーVS警察戦隊パトレンジャー（2018年11月21日、バンダイナムコエンターテインメント） - 早見初美花 / 魯邦黃

### 網路節目
- モーニング娘。10期メンバー緊急生配信! 〜さよならチョコレート〜 チョコレート色卒業スペシャル（2012年7月30日、Ustream）
- ゲスト、まぁちゃん。（2012年8月13日、Ustream）
- 工藤遥オンラインイベント ハルトク！（2020年10月3日、Streaming+）
- 工藤遥オンラインイベント 今日休みなんで、ちょっと喋ってみます。（2021年4月18日、Streaming+）
- ようこそ東映殺影所へ（2021年8月13日、Xstream46） - メイ 役[49]

### 歌曲
- Miss変換 !! / 工藤遥&佐藤優樹(モーニング娘。'17)（2017年5月19日、UP-FRONT WORKS）

### 角色歌
- 快盗戦隊ルパンレンジャーVS警察戦隊パトレンジャー VSキャラクターソングアルバム（2018年12月26日、日本コロムビア） - COCX-40604
  - ルパンイエロー / 早見初美花（工藤遥）「Dear My Friends」

## 所屬團體組合
- Hello! Pro EGG（2010年3月27日～2011年9月29日）
- 早安少女組｡（2011年9月29日～2017年12月11日）
  - 早安少女組。天氣組（2012年）
  - 早安少女組。20th（2017年）
- リボーンイレブン（2011年）
- トリプレット（SATOYAMA SATOUMI）（2014）

## 外部連結
- http://www.jp-r.co.jp/haruka_kudou/ （页面存档备份，存于）
- https://ameblo.jp/kudo--haruka/ （页面存档备份，存于） （日語） ]
- https://www.instagram.com/haruka_kudo.official/ （页面存档备份，存于） （日語）]
- （日語）
- モーニング娘。「天気組ブログ」  （页面存档备份，存于）
- モーニング娘。Official YouTube Channel  （页面存档备份，存于）

| 前任： 榊原徹士 （宇宙戰隊九連者） | 日本超級戰隊系列黃色戰士演員 快盜戰隊魯邦連者VS警察戰隊巡邏連者 2018年2月11日-2019年2月10日 | 繼任： 木原瑠生 （魔進戰隊煌輝者） |

- 工藤 遥 オフィシャルインスタグラム （页面存档备份，存于）
- 工藤 遥 個人推特  （页面存档备份，存于）